# Alessandro Profumo

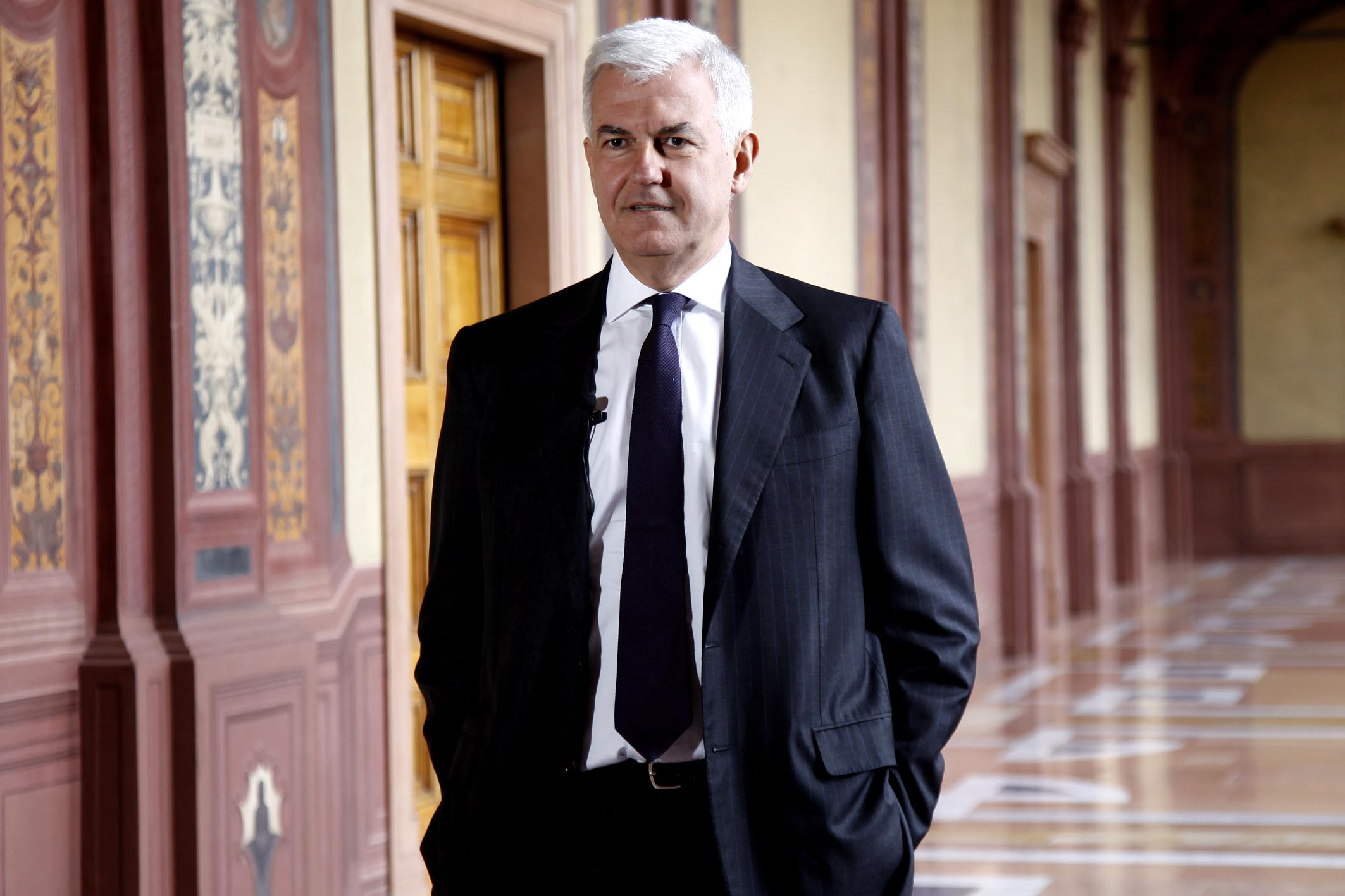
Alessandro Profumo (2012)

Alessandro Profumo (* 17. Februar 1957 in Genua) ist ein italienischer Manager und derzeitiger CEO von Leonardo. Alessandro Profumo war 1995–2010 CEO der italienischen Großbank Unicredit und war maßgeblich an der Konsolidierung des italienischen Bankensektors beteiligt.

## Leben
Alessandro Profumo war jüngster von fünf Söhnen einer Unternehmerfamilie. Seine Kindheit verbrachte er bis zu seinem 13. Lebensjahr in Palermo und zog 1970 mit seinen Eltern nach Mailand.
Sein Studium der Wirtschaftswissenschaften absolvierte er an der Mailänder Università Commerciale Luigi Bocconi, 1987 schloss er seine Studien mit dem Diplom in Betriebswirtschaft ab.
Alessandro Profumo begann 1977 im Alter von 20 Jahren bei der Banco Lariano zu arbeiten. 1987 wechselte der Manager als Consultant zur Unternehmensberatung McKinsey & Company im Finanzsektor. 1989 erfolgte der Wechsel zur Bostoner Unternehmensberatung Bain & Company. In den Vorstand der Riunione Adriatica di Sicurtà, einer Mailänder Versicherung, die dem Allianzkonzern angehört, zog er 1991 ein. Als Direttore Centrale (General Manager) verantwortete er die Aktivitäten in den Bereichen Banking und Para-Banking.
Als die RAS sich 1994 an der gerade privatisierten Credito Italiano und damals zweitgrößten italienischen Bank mit 5 % beteiligte, übernahm Alessandro Profumo zuerst den Sitz im Vorstand der Bank als Condirettore Centrale (Deputy General Manager) für das Ressort strategische Unternehmensplanung und -kontrolle und stieg ein Jahr später zum Direttore Generale (Chief General Manager) auf. Zum Amministratore Delegato (Chief Executive Officer – CEO) wurde er 1997 ernannt und war somit im Alter von 40 Jahren jüngster Chef einer italienischen Großbank.
Unter seiner Führung hat sich die UniCredit Group bis heute nach einer Vielzahl von Zukäufen und Umstrukturierungen zu einer der profitabelsten Banken in Italien sowie einer der größten Bankengruppen Europas entwickelt. Die UniCredit bestätigte Profumo 2009 mit der Verlängerung seiner Amtszeit.
Der Manager hat während seiner Zeit als CEO bis heute weitere Ämter in der Finanzdienstleistungsbranche übernommen:
Seit 2002 ist er Mitglied im Verwaltungsrat der Mediobanca S.p.A., einer Beteiligung der UniCredit. 2007 legte er sein Aufsichtsratsmandat bei der Deutschen Börse AG, auf Grund von drohenden Interessenkonflikten zwischen seinem Mandat in Frankfurt und der Rolle der Bank als Großaktionär der neuen Börse London-Mailand, nieder.
Von 2005 (Übernahme durch die UniCredit Group 2005) bis Januar 2009 (Abschluss der Integration) war Profumo Aufsichtsratsvorsitzender bei der Bayerischen Hypo- und Vereinsbank AG. Aufsichtsratsvorsitzender der UniCredit Bank Austria AG (frühere Bank-Austria Creditanstalt; Übernahme durch die UniCredit Group von der HVB 2005) ist er seit 2006.
Nach Kritik am Libyen-Engagement der Bank trat Profumo 2010 als CEO der Unicredit Group zurück.
Anfang 2012 wurde er CEO der drittgrößten Bank Italiens, der Banca Monte dei Paschi di Siena. Seit Mai 2017 leitet er die Leonardo S.p.A., das größte italienische Rüstungs- und Technologieunternehmen.

## Aktivitäten in der Wirtschaft sowie Mitgliedschaften
Ämter in der Wirtschaft, bei internationalen Organisationen sowie gemeinnützigen Gesellschaften:
- Unicredit (UniCredit S.p.A.) (Italien) – Chief Executive Officer bis September 2010
- UniCredit Bank Austria AG (Österreich) – Aufsichtsratsvorsitzender bis September 2010
- Mediobanca S.p.A. (Italien) – Vorstand bis September 2010
- European Banking Federation (Brüssel) – Aufsichtsrat und Präsident
- International Monetary Conference (Washington) – Vize-Präsident
- Associazione bancaria italiana (ABI) – Vorstandsmitglied und Verwaltungsratsmitglied
- Fondazione Teatro alla Scala (Mailand) – Verwaltungsratsmitglied
- Università Luigi Bocconi (Mailand) – Verwaltungsratsmitglied
- Fondazione Arnaldo Pomodoro (Mailand) – Verwaltungsratsmitglied
- Olimpia – Berater
- Harvard Business School European Advisory Board (Boston) – Mitglied im Management Committee
- World Economic Forum (Zürich) – Mitglied im Advisory Board
- Fondazione Cav. Lav. Udo Foscolo Gia' Presidente del Banco di Roma – Verwaltungsratsmitglied

Mitgliedschaften:
- European Financial Service Round Table (London)
- The Steering Committee of "The Group of Thirty" (New York)
- Assonime Steering Committee (Rom)
- Trilateral Commission (Italien)
- Investment Advisory Council for Turkey (Istanbul)
- I.I.E.B. Institut International d’Études Bancaires (Brüssel)
- I.M.C. International Monetary Conference (USA)

## Schriften
- mit Giovanni Moro: Plus Valori. Baldini & Castoldi, 2003.

## Ehrungen und Preise
- 2007 CNBC European Business Leader of 2007[8]
- 2004 Cavaliere del Lavoro der Republik Italien
- 2002 European Banker of the Year 2002
- 1998 Bocconi-Absolvent des Jahres